# Williella angulata
Williella angulata är en fjärilsart som beskrevs av Horak 1984. Williella angulata ingår i släktet Williella och familjen vecklare. Inga underarter finns listade i Catalogue of Life.